# Sakano Toyofumi
Toyofumi Sakano (阪野 豊史 Sakano Toyofumi, sinh ngày 4 tháng 6 năm 1990 ở Misato, Saitama) là một cầu thủ bóng đá người Nhật Bản thi đấu ở vị trí tiền đạo cho Montedio Yamagata ở J2 League.

## Sự nghiệp

### Urawa Red Diamonds
Sakano có màn ra mắt cho Urawa Red Diamonds ở vòng bảng Giải vô địch bóng đá các câu lạc bộ châu Á trước đội bóng tại Giải bóng đá ngoại hạng Trung Quốc Guangzhou Evergrande ngày 26 tháng 2 năm 2013, anh vào sân từ phút thứ 59 thay cho Márcio Richardes trong trận đấu mà Red Diamonds thất bại 3–0. Sakano sau đó ra mắt tại J. League Division 1 ngày 2 tháng 3 năm 2013 trước đương kim vô địch mùa giải 2012 Sanfrecce Hiroshima, anh vào sân từ phút thứ 73 thay cho Shinzo Koroki và Red Diamonds giành chiến thắng 2–1.

## Thống kê sự nghiệp

### Câu lạc bộ
Cập nhật đến ngày 23 tháng 2 năm 2018.
| Câu lạc bộ          | Mùa giải            | Giải vô địch | Giải vô địch | Cúp Liên đoàn | Cúp Liên đoàn | Cúp     | Cúp       | AFC     | AFC       | Tổng    | Tổng      |
| Câu lạc bộ          | Mùa giải            | Số trận      | Bàn thắng    | Số trận       | Bàn thắng     | Số trận | Bàn thắng | Số trận | Bàn thắng | Số trận | Bàn thắng |
| ------------------- | ------------------- | ------------ | ------------ | ------------- | ------------- | ------- | --------- | ------- | --------- | ------- | --------- |
| Urawa Red Diamonds  | 2013                | 9            | 0            | 0             | 0             | 2       | 1         | 4       | 0         | 15      | 1         |
| Urawa Red Diamonds  | 2014                | 0            | 0            | 1             | 1             | 1       | 0         | -       | -         | 2       | 1         |
| Tochigi SC          | 2015                | 41           | 6            | -             | -             | 1       | 0         | -       | -         | 42      | 6         |
| Ehime FC            | 2016                | 42           | 12           | -             | -             | 2       | 1         | -       | -         | 44      | 13        |
| Montedio Yamagata   | 2017                | 42           | 13           | -             | -             | 2       | 0         | -       | -         | 44      | 13        |
| Tổng cộng sự nghiệp | Tổng cộng sự nghiệp | 134          | 31           | 1             | 1             | 8       | 2         | 4       | 0         | 147     | 34        |